# جوزف م. نیومن
جوزف م. نیومن (انگلیسی: Joseph M. Newman؛ ۱۷ اوت ۱۹۰۹ – ۲۳ ژانویهٔ ۲۰۰۶) یک کارگردان اهل ایالات متحده آمریکا بود.
از فیلم‌های او می‌توان به تارزان مرد گوریلی اشاره نمود. او همچنین، اپیزودهایی از مجموعه تلویزیونی آلفرد هیچکاک تقدیم می‌کند و منطقه‌ی نیمه‌روشن را کارگردانی نموده است.
نیومن دو مرتبه در ساله‌ای ۱۹۳۵ و ۱۹۳۶ میلادی، نامزد دریافت جایزه اسکار «بهترین دستیار کارگردان» شد. (این جایزه دیگر وجود ندارد و فقط مابین سال‌های ۱۹۳۷-۱۹۳۳ به دستیاران کارگردان اهدا شد.)